# 东湖 (武汉)
东湖，位于中国武汉市武昌区东部，故得此名。东湖水域面积达33平方公里，是杭州西湖的六倍，曾为中国最大的城中湖（随着武汉城区向南扩展，江夏区的汤逊湖成为了现在最大的城中湖）。东湖是以大型自然湖泊为核心，湖光山色为特色，近现代历史为依托，集旅游观光、休闲度假、科普教育为主要功能的旅游景区，现在是国家5A级旅游景区、全国文明风景旅游区示范点、首批国家重点风景名胜区。

## 历史
东湖由长江淤塞而成，100多年前曾和武昌其他湖泊相通并与长江相连，水患频繁。1899年至1902年，湖广总督张之洞下令在长江与东湖之间修建了武金堤和武青堤，并在堤防上修建了武泰闸和武丰闸，至此，东湖及其周边的湖泊与长江分离。东湖南岸多丘陵，东岸、西岸为岗状平原，西北岸为冲积平原。东湖曾经为周边地区重要的供水地，由于全国工业化运动，东湖和全国其他大城市城区的河流湖泊一样，水体一度富营养化，经过治理，目前东湖一部分子湖的水质达到可直接饮用的II类标准。东湖现有淡水鱼类18科67种，其中武昌鱼最为名贵。
东湖西岸放鹰台出土的遗物表明，公元前4000年的新石器时代中期这里就有人类活动，同时这里也流传着李白放鹰题诗的故事。此外，屈原曾在东湖“泽畔行吟”，楚庄王曾在东湖“清河桥”附近击鼓督战，刘备也曾在东湖磨山东峰设坛祭天。南宋诗人袁说友用“只说西湖在帝都，武昌新又说东湖”美文赞美东湖。
1929年，银行家周苍柏在东湖西北岸筹办海光农圃，1930年对市民开放，成为武汉最早的城市公园。抗日战争初期的1937年，中华民国国民政府将武汉定为“战时首都”，蒋介石携夫人宋美龄等国民政府要员来到武汉指挥全国抗战，期间，蒋宋二人曾居住于东湖之畔的武汉大学“半山庐”长达一年。中国共产党执政后直到1974年，毛泽东曾48次下榻武汉东湖宾馆主持国家政务，期间在东湖接待了64个国家的94批外国政要，使武汉东湖成为他在1949年以后除了中南海以外居住最长的地方。为了歌颂东湖的迤逦风光，中共十大元帅之首朱德还曾在50多年前写下“东湖暂让西湖好，今后将比西湖强”的诗句。
目前，东湖之滨的湖北省博物馆是国家级重点博物馆。馆藏文物20余万件，国家一级文物945件（套），荟萃了湖北地区的文化遗珍。曾侯乙编钟、越王勾践剑、郧县人头骨化石为镇馆之宝。
近年来，武汉市以全国最长的湖泊隧道——东湖隧道的修建为契机，对东湖湖中路及各个子景区的道路进行了重新整合、完善，于2016年12月28日开通运营了世界级绿道的东湖绿道。该观景绿道全部位于东湖风景区内，是国内首条城区内5A级旅游景区绿道，目前已开发的一期工程全长28.7公里，宽6米，串联起东湖磨山、听涛、落雁、渔光、喻家湖五大景区，由湖中道、湖山道、磨山道、郊野道4段主题绿道组成。2017年12月26日，东湖绿道二期落成。

## 子湖
东湖形状极不规则，全湖有大小湖湾120多个。东湖实际上是由一系列子湖组成的，子湖的数量和分类方法有很多种，常见的有：
- 5个子湖：汤菱湖（一作汤林湖）、鹰窝湖（后湖）、郭郑湖、水果湖、庙湖[8]
- 5个子湖：郭郑湖、水果湖、喻家湖、汤湖、牛巢湖[9]。
- 9个子湖：郭郑湖、团湖、汤菱湖，后湖、小谭湖、菱角湖、庙湖、喻家湖、筲箕湖[10]。

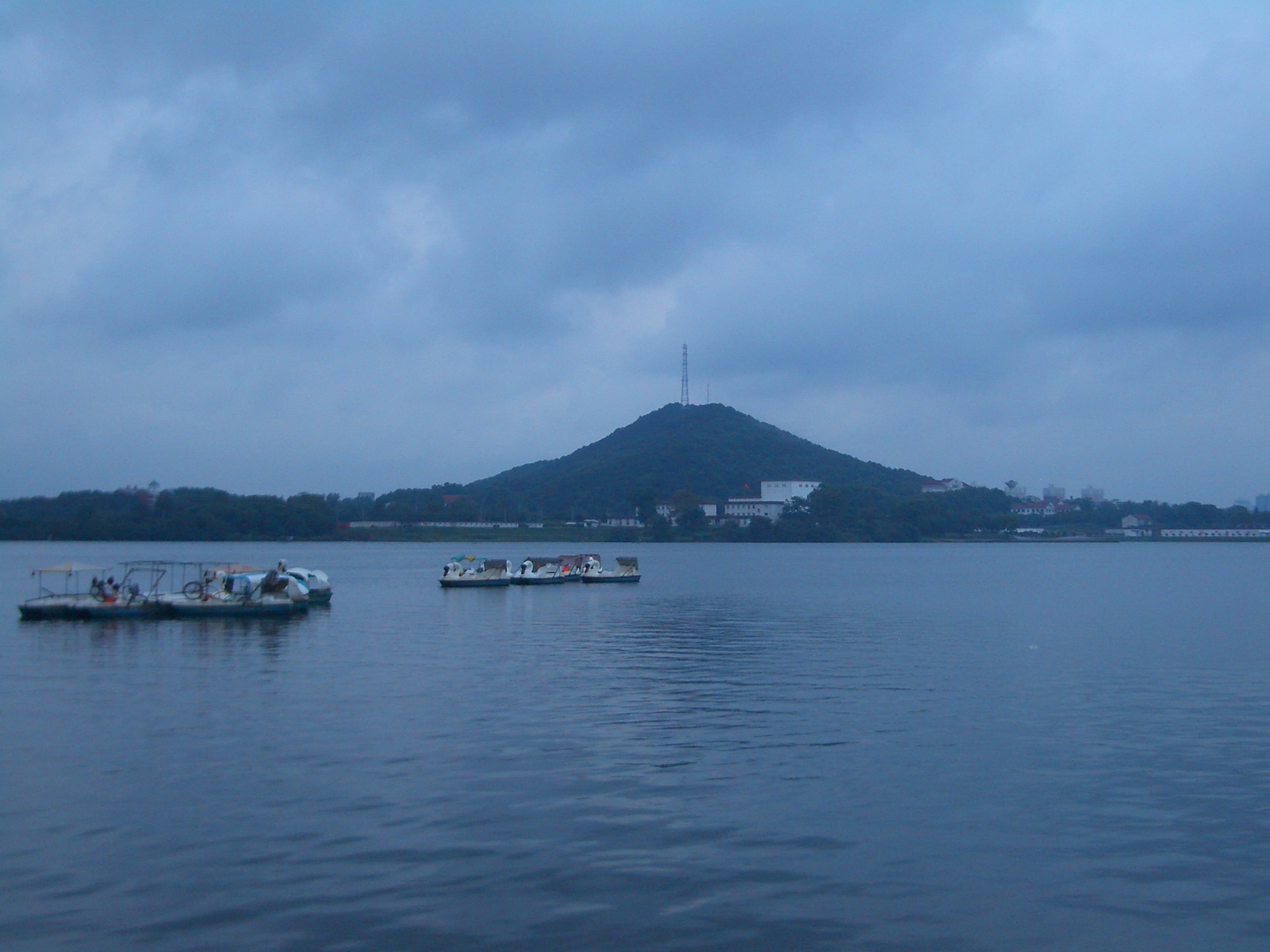
庙湖有时也称官桥湖，位于东湖南部，为东湖污染最为严重的子湖
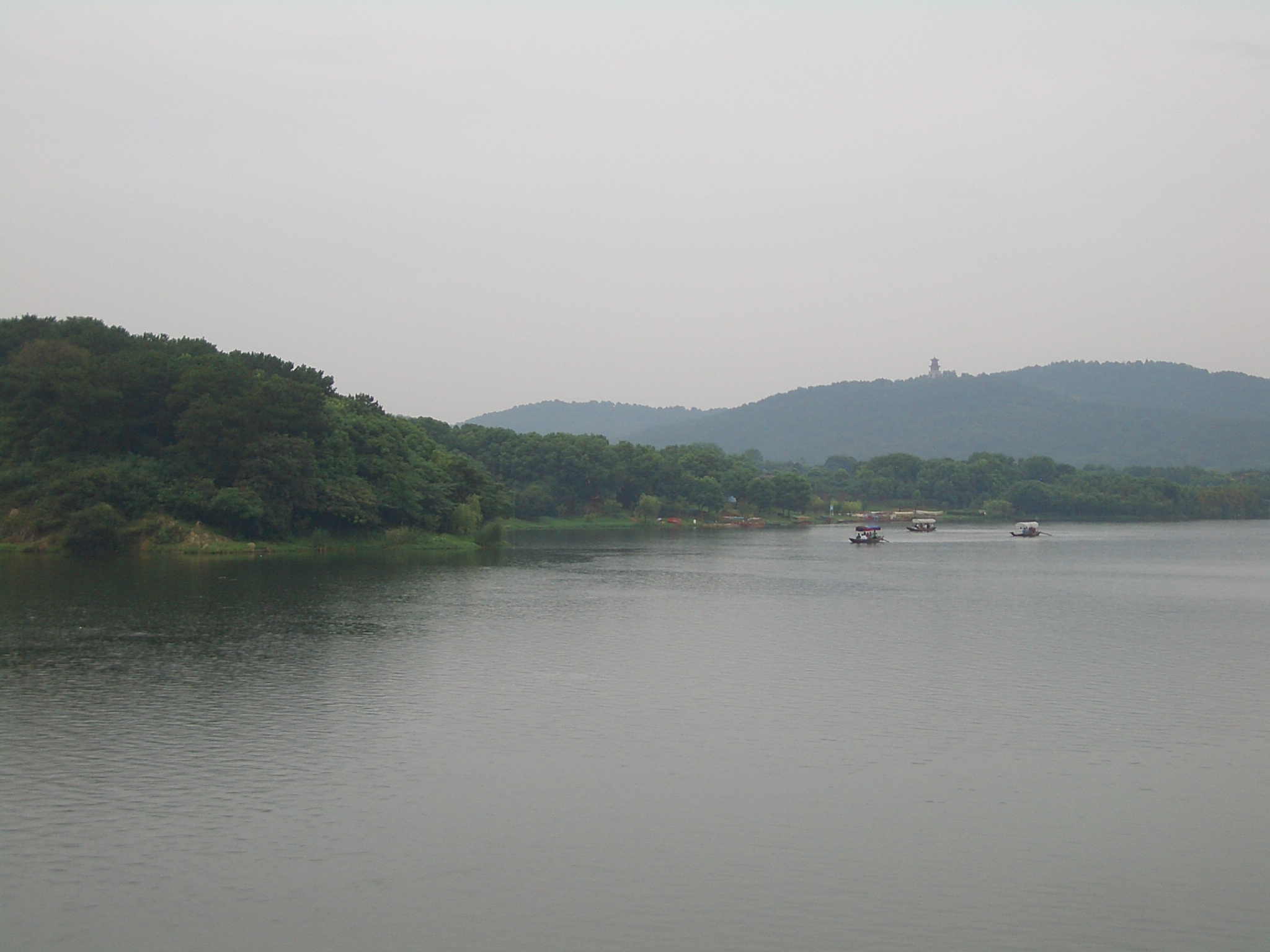
喻家湖位于东南部，喻家山东麓
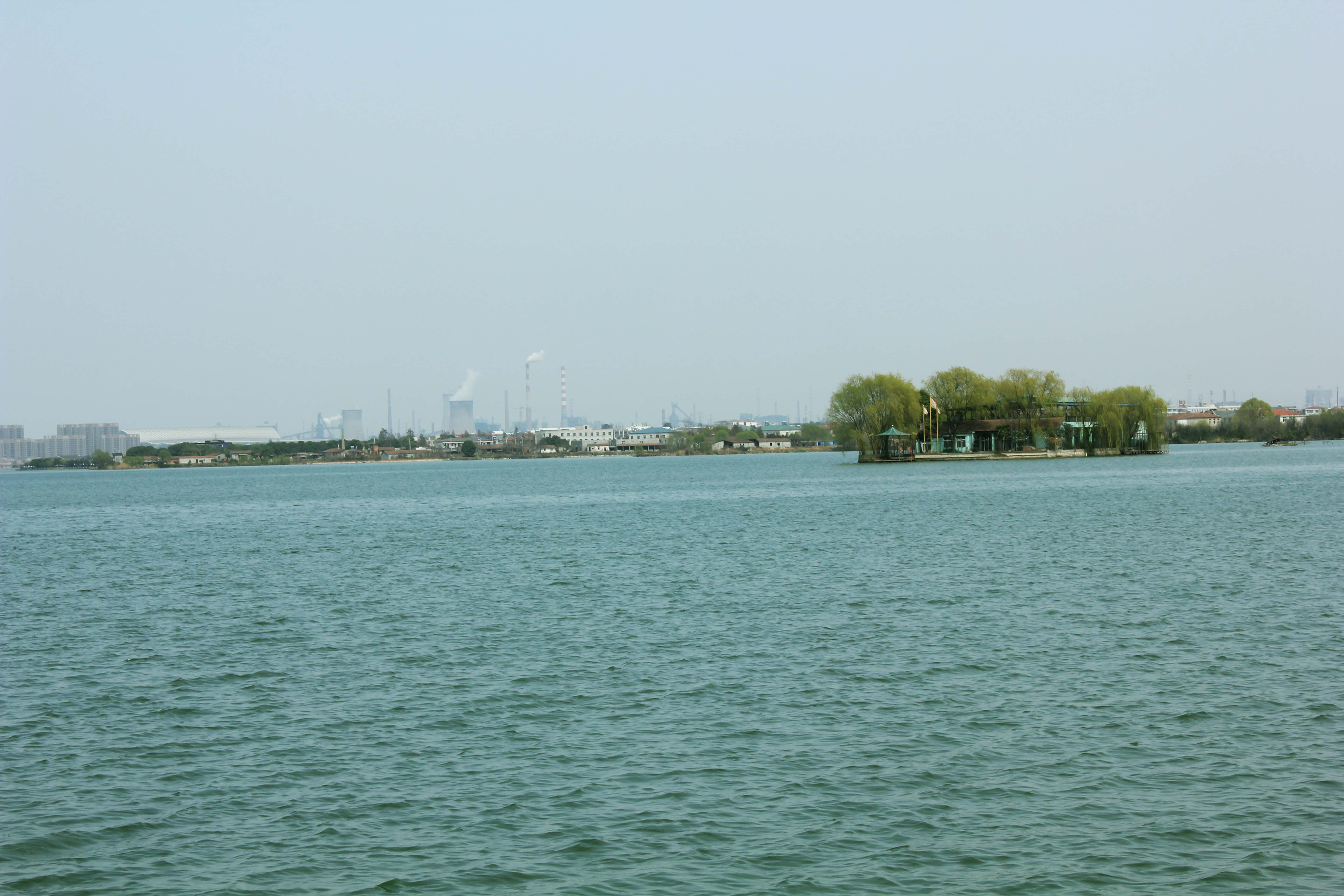
牛巢湖位于东部，磨山位于其南岸，属于落雁岛景区
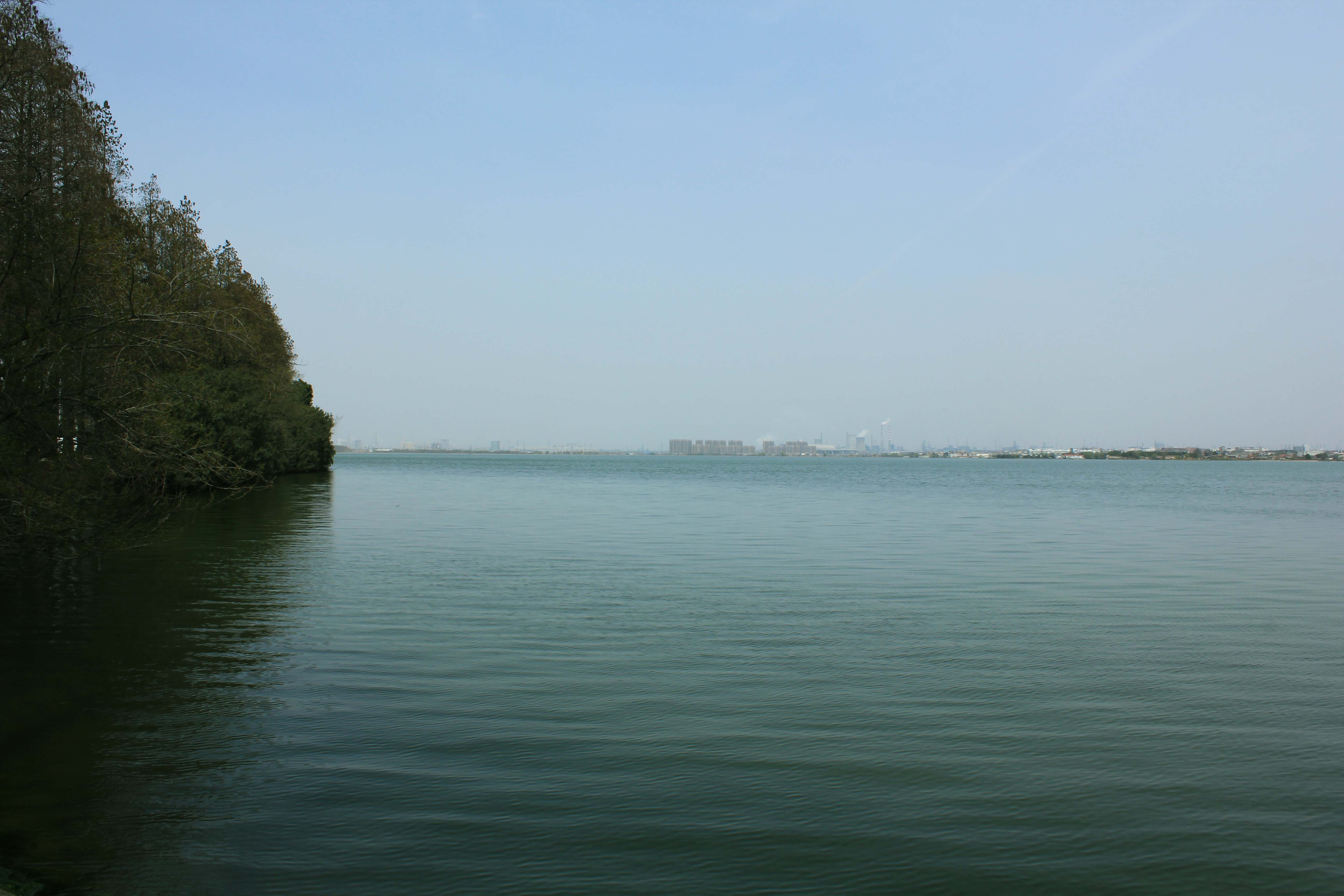
汤林湖（一作汤菱湖）位于北部
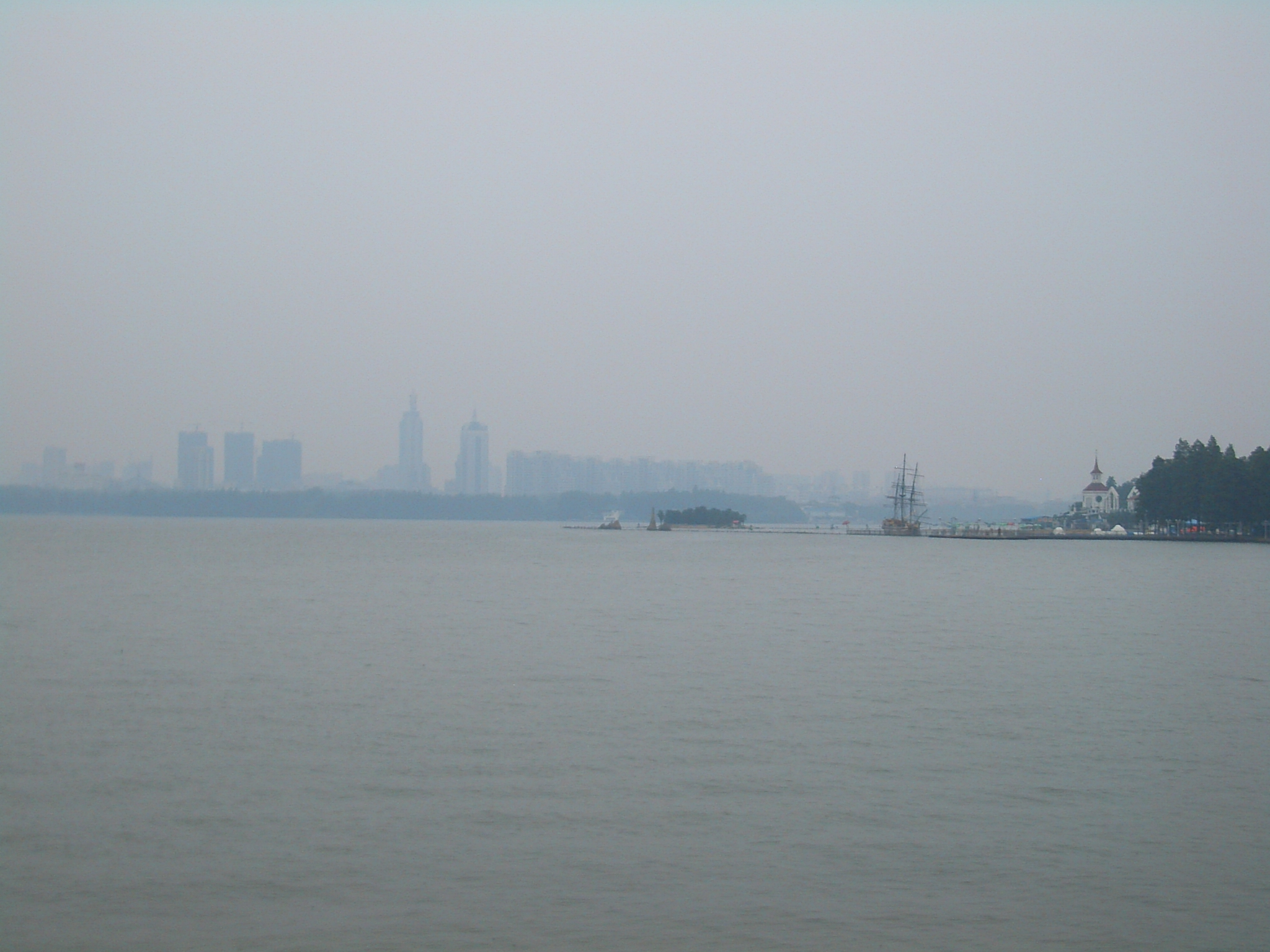
郭郑湖位于中部，为东湖最大的子湖，是东湖的主体部分
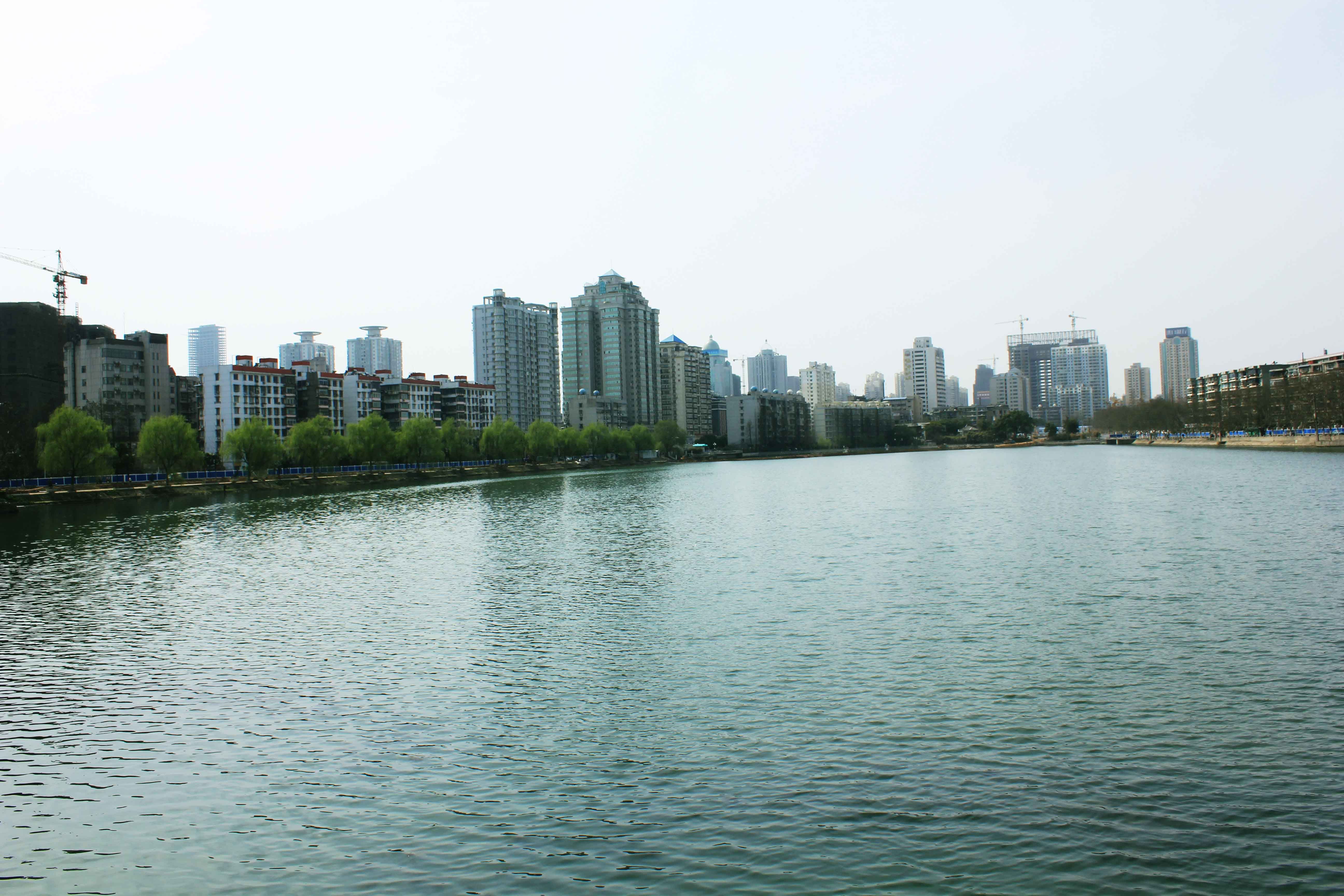
水果湖位于最西端

## 武汉东湖国家湿地公园
武汉东湖国家湿地公园隶属大东湖景区规划范围，地跨东湖吹笛、落雁景区，水域主要包括团湖、后湖、喻家湖等。武汉东湖国家湿地公园东接武汉三环线，南靠吹笛景区（马鞍山森林公园），西至东湖磨山余脉，北边临近东湖清河桥，总面积约10.2平方（15,300亩），其中水域面积6.5平方（9,700亩），陆地面积3.7平方（5,500亩），湿地率达63.7%。

## 旅游
因湖光山色风景秀丽，东湖是武汉市最大的风景游览地，为首批国家重点风景名胜区，集5A级旅游景区、国家级湿地公园、国家生态旅游示范区为一体。其前身为银行家、企业家周苍柏于1930年创设的“海光农圃”。根据自然和人文环境不同，东湖风景区分为听涛、磨山、落雁、白马、吹笛、珞洪六个游览区。

### 骑行
东湖绿道总长度超过百公里，沿途风景优美，机动车和电动自行车未经许可不得入内，因此成为骑行爱好者喜爱的目的地。
- 湖中道是最常被选择的骑行路线，因为距离不长，也适合普通游客。缺点是节假日人流过大，需要谨慎骑行。

- 位于东湖东岸的郊野道和西南马鞍山森林公园内的湖山道因为离市中心更远，距离长而人流较少，受到有一定经验的骑行爱好者喜爱。

- 白马道可以用骑行轨迹在地图上画出一个心形。

有争议的是，为了安全，风景区的管理人员对绿道内的自行车规定限速10km/h，并且禁止自行车进入磨山。然而，因为自行车不强制安装速度计，这一规定难以执行。多骑行者认为限速过低，也不会遵守。而步行的游客则对身旁高速经过的自行车表示担忧和不满。